# Trường Trung học phổ thông Thăng Long
Trường Trung học phổ thông Thăng Long là một trường trung học phổ thông công lập tại quận Hai Bà Trưng, Thành phố Hà Nội.

## Lịch sử hình thành
Năm 1920, trường tư thục Thăng Long được thành lập và tuyển sinh đến cấp thành chung (tương đương cấp II hay Trung học cơ sở hiện nay) đến năm 1935 được mở rộng lên bậc tú tài (tương đương cấp III hay Trung học phổ thông hiện nay).
Sau khi giải phóng Thủ đô - Theo chủ trương của Đảng các trường tư thục sẽ được quốc lập hóa (chuyển sang loại hình công lập) và bậc phổ thông chia 3 cấp riêng biệt. Thăng Long cũng vậy: Cấp I vẫn giữ tên Thăng Long ở địa điểm ngõ Trạm, Bộ phận cấp III rời về phố Trần Hưng Đạo lấy tên là Minh Tân (hiện nay là địa điểm của trường Võ Thị Sáu). Năm 1960 hai trường tư thục Minh Tân và Nguyễn Huệ sát nhập làm một và được quốc hữu hóa lấy tên là trường phổ thông cấp III Trưng Vương B (gọi tắt là Trưng Vương 3B) học buổi chiều cùng với Trưng Vương 3A  tại phố Hàng Bài. Đến năm 1963-1964 cơ sở này chuyển lại cho cấp II Trưng Vương, Trưng Vương 3B chuyển về ngõ Quỳnh phố Bạch Mai cùng cơ sở với cấp III Đoàn Kết (Quận Hai Bà Trưng).
Đầu năm học 1965-1966 Trưng Vương III tách làm hai phân hiệu: một phân hiệu về Lĩnh Nam –Thanh Trì, một phân hiệu lên lâm trường Hữu Lũng-Lạng Sơn. Theo chủ trương của Sở Giáo dục các trường có quy mô lớn có thể tách ra cho phù hợp với tình hình mới. Phân hiệu Trưng Vương 3B sơ tán tại Hữu Lũng được phép thành lập trường mới và được lấy  lại tên cũ là Thăng Long. Trường phổ thông cấp III Thăng Long được ra đời.

## Đào tạo

#### 1. Đội ngũ cán bộ, giáo viên và nhân viên
- Đội ngũ cán bộ, giáo viên, nhân viên: 95 cán bộ giáo viên (Ban giám hiệu: 03; Giáo viên: 85; Văn phòng: 07 (gồm 01 văn thư, 01 nhân viên thư viện, 01 nhân viên thiết bị, 01 kế toán, 03 bảo vệ).
- Về chất lượng đội ngũ: 100% cán bộ quản lý và giáo viên đạt chuẩn đào tạo, trong đó trên chuẩn có 56 Thạc sỹ đạt tỷ lệ 66% (Ban giám hiệu đạt trình độ trên chuẩn 100%), trong đó có 02 Tiến sĩ. Giáo viên dạy giỏi cấp Tỉnh/Thành phố có 34 giáo viên đạt tỷ lệ 40%.

#### 2. Học sinh, chất lượng đào tạo
- Tổng số lớp hiện nay: 45.
- Tổng số học sinh: 2025.
Chất lượng học sinh trong 05 năm trở lại đây:

#### Số lớp học
| Số lớp học  | Năm học 2015-2016 | Năm học 2016-2017 | Năm học 2017-2018 | Năm học 2018-2019 | Năm học 2019-2020 |
| Khối lớp 10 | 14                | 14                | 14                | 15                | 15                |
| Khối lớp 11 | 14                | 14                | 14                | 14                | 15                |
| Khối lớp 12 | 14                | 14                | 14                | 14                | 14                |
| Cộng        | 42                | 42                | 42                | 43                | 44                |

#### Kết quả học tập và rèn luyện tu dưỡng đạo đức
| Số liệu                       | Năm học 2015-2016 | Năm học 2016-2017 | Năm học 2017-2018 | Năm học 2018-2019 | Năm học 2019-2020 |
| Tỉ lệ HSG                     | 65,75%            | 75%               | 74,3%             | 76,7%             | 80,51%            |
| Tỉ lệ HSK                     | 33,8%             | 24,8%             | 25,2%             | 24,07%            | 18,86%            |
| Tỉ lệ HS TB                   | 0,45%             | 0,2%              | 0,5%              | 0,23%             | 0,63%             |
| Tỉ lệ HS hạnh kiểm Tốt        | 97,03%            | 97,4%             | 97,5%             | 97,07%            | 98,95%            |
| Tỉ lệ HS hạnh kiểm Khá        | 2,92%             | 2,4%              | 2,5%              | 2,93%             | 1,05%             |
| Tỉ lệ HS hạnh kiểm Trung bình | 0,05%             | 0,2%              | 0                 | 0                 | 0                 |
| Tỉ lệ HS tốt nghiệp THPT      | 100%              | 100%              | 100%              | 100%              | 100%              |

#### Học sinh Giỏi các cấp
|               | Năm học 2015-2016 | Năm học 2016-2017 | Năm học 2017-2018 | Năm học 2018-2019 | Năm học 2019-2020 |
| HSG Cấp Cụm   | 189               | 196               | 186               | 185               | 0                 |
| HSG Thành phố | 28                | 27                | 12                | 17                | 20                |
| HSG Quốc gia  | 0                 | 0                 | 0                 | 1                 | 0                 |
| INTEL ICEF QG | 1                 | 1                 | 2                 | 1                 | 2                 |
| Cấp Quốc tế   | 1                 | 0                 | 0                 | 0                 | 2                 |

#### Các hoạt động thể thao, hoạt động đoàn thể khác
- Năm học 2018-2019: Kết quả thi đấu thể dục thể thao:
+ 16 Huy chương Cấp Thành phố: 5 Huy chương Vàng, 5 Huy chương Bạc, 6 Huy chương Đồng.
+ 8 Huy chương Cấp Quận: 3 Huy chương Vàng, 3 Huy chương Bạc, 2 Huy chương Đồng.
+ Tham gia các cuộc thi của Thành đoàn, Sở GD&ĐT Hà Nội, Quận Đoàn tổ chức: Cuộc thi “Giai điệu tuổi hồng” – Giải Nhì Cấp TP.  Cuộc thi "Nét đẹp Tràng An" Cấp Quận đạt Giải Nhì. Thi Dịch vụ công trực tuyến đạt Giải Nhì. Cuộc thi Pháp luật đạt Giải Ba. Cuộc thi trò chơi dân gian trong Ngày Hội Hai Bà Trưng đạt 1 giải Nhất, 2 giải Ba. Cuộc thi tài năng cấp Quốc gia lọt vào vòng ĐỐI ĐẦU chương trình "GIỌNG HÁT VIỆT 2019"; Học sinh đạt giải "Hoa Hậu tài năng" cuộc thi "Duyên dáng toàn cầu 2019" tại Thái Lan.
- Năm học 2019-2020, có 2 học sinh đạt giải cấp Quốc tế: 1 học sinh đạt Huy chương Vàng Olympic Khoa học sáng tạo ICPC tổ chức tại Hàn Quốc; 1 học sinh đạt Huy chương Bạc Giải thưởng Sáng tạo trẻ Quốc tế tổ chức tại Indonesia.

## Cơ sở vật chất

#### 1. Khuôn viên, cảnh quan, môi trường sư phạm
- Diện tích trường: 4.900 m²  (sau khi đã chồng tầng)
- Diện tích sân chơi: 800 m²
- Cảnh quan nhà trường: Cảnh quan sư phạm xanh - sạch - đẹp, các khẩu hiệu tuyên truyền, cây xanh và bồn hoa được bố trí, chăm sóc hợp lý.
- Môi trường sư phạm: Đảm bảo tốt môi trường sư phạm:  "Nhà trường văn hóa, nhà giáo mẫu mực, học sinh thân thiện".

#### 2. Phòng học
- Số lớp học: 45; Số phòng học: 23; Số học sinh: 1920; Tỷ lệ học sinh/lớp: 43,6 học sinh/1 lớp.
- Diện tích phòng học: 60 m²
- Bố trí ánh sáng phòng học: 12 bộ đèn led đôi (24 bóng). Đủ điều kiện ánh sáng theo tiêu chuẩn qui định về ánh sáng học đường.
- Nhiệt độ: Có điều hòa 2 chiều, tùy chỉnh nhiệt độ theo mùa.
- Các trang thiết bị khác trong phòng học: 01 máy chiếu, 01 máy tính, 04 loa trợ giảng, tủ rack, 02 máy điều hòa, hệ thống quạt đạt tiêu chuẩn, 01 giá để nước, 01 bảng đen, 01 đồng hồ, 02 bảng fooc, khẩu hiệu, ảnh Bác, 24 bộ bàn ghế.

#### 3. Phòng chức năng, phòng bộ môn, khu giáo dục thể chất
- Có đủ các phòng chức năng: phòng bộ môn, phòng thí nghiệm, nhà thể chất và sân tập đảm bảo cơ bản các hoạt động giáo dục thể chất cho học sinh.
- Mỗi bộ môn Vật lý, Hóa học, Sinh học đều có 01 phòng thực hành với diện tích 60 m² + 15 m² phòng chuẩn bị.
- Các phòng thí nghiệm thực hành được trang bị đầy đủ bàn ghế để phục vụ thực hành theo chương trình của Bộ, các phòng đều được trang bị máy chiếu (Projector), bàn thí nghiệm, hệ thống điện, nước, ánh sáng, đảm bảo an toàn.
- Có 3 phòng tin học mỗi phòng với 26 máy tính hoạt động ổn định, đảm bảo học sinh thực hành cơ bản.
- Có 1 phòng ngoại ngữ được trang bị đủ bàn ghế, loa đài, máy chiếu... phục vụ nhu cầu học Tiếng Anh nâng cao cho học sinh các lớp có nhu cầu.
- Nhà Thể chất với diện tích 320 m², có sân tập đáp ứng được nhu cầu học tập và rèn luyện thể chất; nhà thể chất còn là nơi sinh hoạt các câu lạc bộ văn hóa, văn nghệ, nơi thi đấu các bộ môn thể dục, thể thao, đồng thời có thể dùng tập trung học sinh khi thời tiết xấu. Tuy nhiên nhà thể chất đang xuống cấp, dụng cụ tập luyện còn ít)

#### 4. Thư viện
- Diện tích thư viện: 75 m², trong đó phòng đọc cho học sinh: 45 m², cho giáo viên: 30 m².
- Hoạt động của thư viện: Tốt, hiệu quả cao.
- Đáp ứng nhu cầu học tập, nghiên cứu của giáo viên và học sinh.
- Hàng năm, trường đều bổ sung trang thiết bị, đầu sách, tài liệu để đáp ứng nhu cầu học tập, nghiên cứu của học sinh và giáo viên. Thư viện đạt chuẩn.

## Thành tích
- Huân chương lao động hạng Ba (năm 1995)
- Huân chương lao động hạng Nhì (năm 2000)
- Huân chương lao động hạng Nhất (năm 2005)
- Huân chương Độc lập hạng 3 (năm 2012)

#### Đường lên đỉnh Olympia
| Thí sinh         | Năm thi    | Tuần                 | Tháng                | Quý                 | Năm |
| ---------------- | ---------- | -------------------- | -------------------- | ------------------- | --- |
| Vũ Thị Hà Nguyên | Olympia 6  | Giải ba - 120 điểm   |                      |                     |     |
| Bùi Anh Vũ       | Olympia 7  | Giải nhất - ? điểm   | Giải nhất - ? điểm   | Giải ba - 140 điểm  |     |
| Nguyễn Xuân Huy  | Olympia 20 | Giải nhất - 250 điểm | Giải nhất - 230 điểm | Giải nhì - 170 điểm |     |

Cựu học sinh nổi tiếng:
Nguyễn Thị Phương Thảo sinh ngày 07 tháng 06 năm 1970 tại Hà Nội, là một nữ doanh nhân, tỷ phú, Chủ tịch Hội đồng quản trị của VietJet Air, Phó chủ tịch thường trực Hội đồng quản trị Ngân hàng HDBank...Bà là người Việt Nam thứ 2 và cũng là nữ tỷ phú đầu tiên được Forbes ghi nhận là tỉ phú USD, chỉ sau ông Phạm Nhật Vượng. Ngày 9/3/2017, tạp chí Forbes công bố danh sách các nữ tỷ phú USD trên thế giới năm 2017, ghi nhận bà Phương Thảo là nữ tỷ phú đầu tiên của Việt Nam và khu vực Đông Nam Á, với khối tài sản ước tính khoảng 1,7 tỷ USD. Bà cũng là một trong 15 nữ tỷ phú tự thân mới trong danh sách của Forbes năm 2017. Theo thống kê của Forbes, tại thời điểm 13/12/2017, tổng tài sản của bà Nguyễn Thị Phương Thảo đạt 2,7 tỷ USD.